# Cumbre Mundial sobre Hepatitis de 2017
La Cumbre Mundial sobre Hepatitis es un evento mundial bienal de gran envergadura que tiene como objetivo impulsar el programa de trabajo sobre las hepatitis víricas. Es una iniciativa conjunta de la OMS y la Alianza Mundial contra la Hepatitis.

## Cumbre Mundial sobre Hepatitis de 2017
Este año se ha elegido al Brasil como anfitrión de la Cumbre en reconocimiento a sus iniciativas nacionales en curso y a su constante liderazgo internacional con respecto a las hepatitis víricas.

Objetivos de la Cumbre
- Aumentar el número de países que elaboren planes de acción viables contra las hepatitis víricas utilizando las investigaciones de salud pública más recientes y el apoyo técnico de la OMS.
- Mejorar la aplicación de los planes de acción actuales contra las hepatitis víricas mediante el intercambio de prácticas óptimas.
- Dar cumplimiento a la cláusula 1.3 de la Resolución WHA67.6 de la OMS que insta a los Estados Miembros a «que promuevan la participación de la sociedad civil en todos los aspectos de la prevención, el diagnóstico y el tratamiento de las hepatitis víricas».
- Debatir sobre mecanismos de financiación para medicamentos o medios de diagnóstico mediante la participación de las principales partes interesadas.
- Incrementar la visibilidad de las hepatitis víricas con la colaboración de los medios de difusión internacionales más destacados.
- Fomentar la investigación en salud pública y encaminarla hacia donde se necesite mediante la participación de los principales financiadores mundiales.

Organización Mundial de la Salud

## Tema de la Cumbre Mundial sobre Hepatitis de 2017
| Año  | Tema |
| ---- | --- |
| 2017 | Aplicación de la estrategia mundial del sector de la salud contra las hepatitis víricas: hacia la eliminación de las hepatitis como amenaza para la salud pública. |